# 八戸市営バス大杉平バスセンター

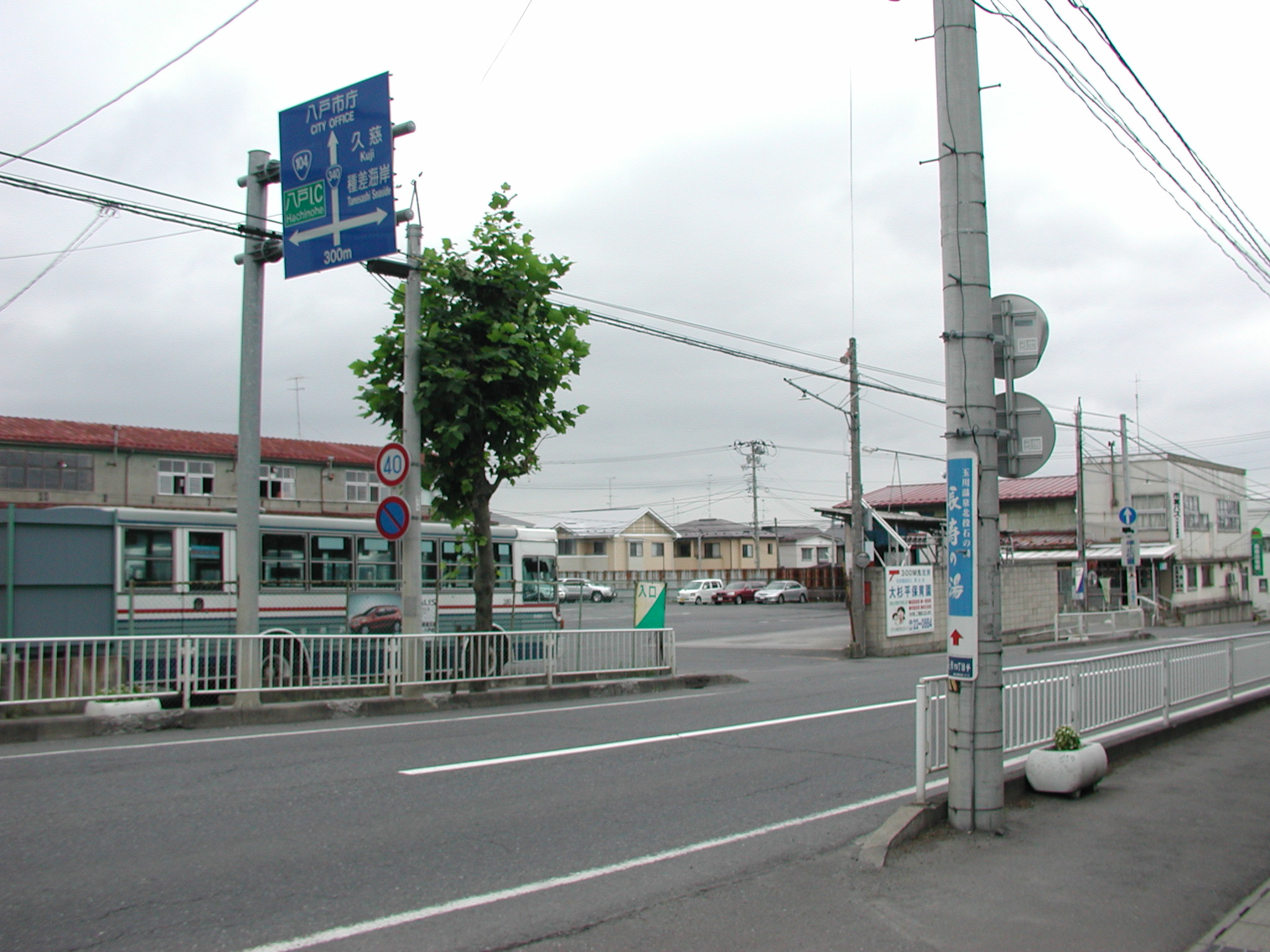
大杉平バスセンター（2007年8月、公道側から撮影）

八戸市営バス大杉平バスセンター（はちのへしえいバスおおすぎたいバスセンター）は、青森県八戸市大字糠塚字大杉平1-1にある八戸市交通部のバスセンターである。
比較的古くからある中規模のバスセンターであり、かつては八戸市営バス大杉平営業所であった。

## 所在地
青森県八戸市大字糠塚字大杉平1-1

## 沿革
- 1959年 - 現在地へ開設
- 2012年3月31日 - 老朽化のため閉鎖・旭ヶ丘営業所へ統合、同地はバスプール化・窓口の乗車券販売業務は回数券のみに縮小[1]（詳細は八戸市営バス#八戸市営バス事業経営健全化計画を参照）
- 2012年4月1日 - 八戸市営バス大杉平バスセンターに名称変更

## 所管路線
（2020年4月1日現在）
※1:運行経路上の「矢印」表記は片方向のみの運行
※2:運行経路上の「<>」で囲んだ停留所は一部便のみ乗り入れ
※3:2012年4月1日以降は営業所の統廃合により大杉平営業所がバスセンターに移行し規模縮小したことに伴い基本的にはバスが常駐しない場所になったことで、これにより八戸市営バスの全路線は事実上旭ヶ丘営業所の管轄であることから、ここに記載している路線は、営業所廃止日の2012年3月31日時点で大杉平営業所管轄であった路線もしくは、営業所廃止後も大杉平発着に係る路線である。
★：八戸市地域公共交通会議による「市地域公共交通連携計画」の策定に基づき、2010年4月1日以降、中心街乗り入れ路線にて「方面別ナンバリング記号」を導入している（詳細は八戸市営バス#路線ナンバリング制度を参照のこと）。
ワンコイン路線（「ワンコインバス・いさば号」など）を除き、すべて八戸圏域定住自立圏路線バス上限運賃化実証実験対象路線（初乗り：150円～、上限：300円）。

### 鮫線

#### 山手まわり(上柳町経由)
- [M20] 鮫
- [M12] 高等支援学校
- [F1] 大杉平バスセンター
- [F4] 上二ツ家
  - <上二ツ家 - > 大杉平バスセンター - 新荒町 - 八戸中心街ターミナル（八日町(2番のりば)/朔日町(4番のりば)） - 下組町 - 大町二丁目 - 小中野 - 上柳町 - 労災病院通 - 鮫小学校通

※:高等支援学校発着便は以下の鮫中学校線を。

#### 白銀まわり
※：「館鼻漁港前」バス停は日祝のみ乗り入れ
- [M10] 鮫
- [F1] 大杉平バスセンター
- [N61] 中央市場（八食センター）
  - 大杉平バスセンター - 新荒町 - 八戸中心街ターミナル（八日町(2番のりば)/朔日町(4番のりば)） - 下組町 - 大町二丁目 - 小中野 -湊本町 < - 館鼻漁港前（※） > - 白銀 - 水産高校前 - 鮫小学校通
  - 鮫小学校通→水産高校前→白銀 <→館鼻漁港前（※）>→湊本町→南横町→緑町→八戸中心街ターミナル（朔日町(4番のりば)）→新荒町→大杉平バスセンター　※朝の時間帯のみ（後述）
  - 中央市場（八食センター）< - 卸センター - 卸センター公園前 > - メディカルコート八戸西病院 - 卸センター通 - 根城大橋 - 報恩会館根城前 - 総合福祉会館前 - 平中通 - 新荒町 - 八戸中心街ターミナル（八日町(2番のりば)） - 下組町 - 大町二丁目 - 小中野 - 湊本町 < - 館鼻漁港前（※）> - 白銀 - 水産高校前 - 鮫小学校通
  - 鮫小学校通→水産高校前→白銀 <→館鼻漁港前（※）> →湊本町→南横町→緑町→八戸中心街ターミナル（六日町(5番のりば)）→新荒町→平中通→総合福祉会館前→報恩会館根城前→根城大橋→メディカルコート八戸西病院→卸センター通 <→卸センター - 卸センター公園前 >→中央市場（八食センター）　※朝の時間帯のみ（後述）

★：東北地方太平洋沖地震（東日本大震災）の発生による被害により、日祝のみ乗り入れている「館鼻漁港前」バス停についてはそれ以来経由しなかったが、2011年6月12日より乗り入れが再開された。
※かつては一部便がみなと楽市（ウォッサン）に乗り入れていたが（湊本町-新湊二丁目-みなと楽市-新湊二丁目-漁港通）、1999年4月1日ダイヤ改正で廃止。

※かつては[70]根城浄水場通（現：報恩会館根城前）行きも運行されていたが、既に廃止されている。報恩会館根城前始発の高等支援学校行きは2020年現在も運行されている。鮫中学校線（旧南高校線）を参照。

※:一部便は次項の卸センター線と合わせて運行されている。

※:2020年4月のダイヤ改正で、上柳町まわりの鮫線が減便になったことに伴い、午前10時以降は全便が小中野・下組町（表通り）経由となった。同改正前は、19時以降の便のみ小中野・下組町経由で、早朝～日中の便は、南横町・緑町（裏通り）経由だった。

### 鮫・卸センター線
- [M10] 鮫
- [P8] ラピア（バスセンター）
- [C5] 中心街（八日町）
- [N61] 中央市場（八食センター）
  - 中央市場（八食センター）< - 卸センター - 卸センター公園前> - メディカルコート八戸西病院 - 卸センター通 - 根城大橋 - 総合福祉会館前 - 平中通 - 図書館前/新荒町 - 寺横町/十六日町 - 八戸中心街ターミナル（八日町(2番のりば)/六日町(5番のりば)）< →下組町→栄町→ラピア→ラピアバスセンター >
  - 中央市場（八食センター）< - 卸センター - 卸センター公園前> - メディカルコート八戸西病院 - 卸センター通 - 根城大橋 - 総合福祉会館前 - 平中通 - 新荒町 - 八戸中心街ターミナル（八日町(2番のりば)/六日町(5番のりば)） - 下組町 - 大町二丁目 - 小中野 - 湊本町 - < - 館鼻漁港前（※）> - 白銀 - 水産高校前 - 鮫小学校通

※「館鼻漁港前」バス停は日祝のみ乗り入れ
※かつては鮫小学校通発着の一部便がみなと楽市（ウォッサン）に乗り入れていたが（湊本町 - 新湊二丁目 - みなと楽市 - 新湊二丁目 - 漁港通）、1999年4月1日ダイヤ改正で廃止。
※かつては全便が新荒町経由だったが、2015年4月1日ダイヤ改正で、中心街・ラピア発着便の一部が、図書館前経由に変更された。

### 柳橋線
- [1] 大杉平バスセンター
  - 大杉平バスセンター ← 図書館前 ← 千葉高校通 ← 館花下 ← 検診センター前 ← 上柳町 ← 労災病院通 ← 鮫 ← 鮫小学校通/高等支援学校前

※:2020年4月のダイヤ改正で大杉平バスセンター発図書館前・千葉高校通・館花下経由の[20]鮫行きが廃止になったことで、鮫からの一方運行となる。

### 鮫中学校線（旧南高校線）
大杉平バスセンター管轄分のみ掲載。
- [M12] 高等支援学校前
- [F1] 大杉平バスセンター
- [F5] 中心街（朔日町）
  - <上二ツ家 → > 大杉平バスセンター - 新荒町 - 八戸中心街ターミナル（八日町(2番のりば)/朔日町(4番のりば)） - 下組町 - 大町二丁目 - 小中野 - 上柳町 - 労災病院通 - 鮫 - 高等支援学校前
  - 報恩会館 根城前→平中通→新荒町→八戸中心街ターミナル（八日町(2番のりば)）→下組町→小中野 → 湊本町 →白銀→水産高校前→鮫→高等支援学校前

### 岬台団地線
中心街発着系統は旭ヶ丘営業所と共管、旭ヶ丘営業所発着系統は旭ヶ丘営業所管轄につき、左記項目も参照。

#### 中心街発着
- [M24] 岬台団地
- [F1] 大杉平バスセンター
- [F4] 上二ッ家
- [C5] 中心街（朔日町）
  - <上二ッ家 - > 大杉平バスセンター - 新荒町 - 八戸中心街ターミナル（八日町(2番のりば)/朔日町(4番のりば)） - 下組町 - 小中野 - 上柳町 - 労災病院前 - 北高校前 - 白銀台団地 -岬台団地

※かつては旭ヶ丘営業所管轄で、中心街側の起終点は[2] 新荒町だったが、1980年代から新荒町発着便が削減され、中心街へ向かう多くの便が神明宮前行き（岬台団地行きの多くは二十三日町始発）となり、大杉平バスセンター（当時は大杉平営業所）発着便は朝夕の一部に限られていた。2008年4月ダイヤ改正で、中心街発着便の大部分が大杉平に移管、大杉平営業所発着となり、神明宮前・二十三日町発着は旭ヶ丘営業所が管轄する朝夕の一部便のみとなった。さらに、2011年5月31日の「神明宮前」バス停留所廃止に伴い、朝夕のみ存在した「[C2]神明宮前」行を同年6月1日より『[C5]中心街（朔日町）』行に変更。

### 八戸ニュータウン線・高専線
※共管先である八戸市営バス旭ヶ丘営業所を参照のこと。

※2013年4月1日に八戸ニュータウン線と高専線が統合され、一部時間帯は中心街 - 新荒町 - 司法センター前 - 田面木 - 聖ウルスラ学院 - 南田面木 - 八戸ニュータウン - 白山浄水場前 - グランドサンピア八戸 - 根城六丁目 - 新荒町 - 中心街の循環運行を行う。

#### 旧高専線
※：ラピア・中心街発着便以外は旭ヶ丘営業所を参照のこと。
※：一部便はニュータウン方面との循環運行を行う。主にニュータウン発着の経路は後述の旧ニュータウン線を参照。
- [T71] 聖ウルスラ学院
- [P8] ラピア（バスセンター）
  - ラピアバスセンター - ラピア - 緑町/下組町 - 八戸中心街ターミナル（六日町(5番のりば)/八日町(2番のりば)）- 新荒町 - 司法センター前 - 田面木 - 聖ウルスラ学院
  - 八戸中心街ターミナル（六日町(5番のりば)）→新荒町→司法センター前→田面木→聖ウルスラ学院

#### 旧ニュータウン線
※：一部便は高専線との循環運行を行う。主に聖ウルスラ学院発着の経路は前述の旧高専線もしくは、旭ヶ丘営業所を参照のこと。
- [W75] 八戸ニュータウン
- [C5]中心街（八日町）
  - 八戸中心街ターミナル（六日町(5番のりば)/八日町(2番のりば)） - 新荒町 - 根城小学校前 - 根城五丁目 - 根城六丁目 - グランドサンピア八戸 - 白山浄水場前 - 八戸ニュータウン
- [75] 八戸ニュータウン
- [1] 大杉平バスセンター
  - 大杉平バスセンター - 平中通 - 根城六丁目 - グランドサンピア八戸 - 白山浄水場前 - 八戸ニュータウン
- [M24]岬台団地
  - 八戸ニュータウン → 白山浄水場前 → グランドサンピア八戸 → 根城六丁目 → 根城五丁目 → 根城小学校前 → 新荒町 → 八戸中心街ターミナル（八日町(2番のりば)）→ 下組町 → 小中野 → 上柳町 → 労災病院前 → 北高校前 → 白銀台団地 → 岬台団地

### 八戸駅線
共管先である八戸市営バス旭ヶ丘営業所を参照のこと。なお、大杉平バスセンター担当便は中心街発着の数便及び以下の大杉平発着便のみ担当。
※：太字は八戸駅線専用共通定期券（南部バスとの共同で発行）適用区間
- [60] 八戸駅
- [1] 大杉平バスセンター
  - 大杉平バスセンター - 平中通 - 総合福祉会館前 - 根城大橋 - 合同庁舎前 - 八戸駅前（東口）

※:一時期は[4]上二ツ家行きも存在していた。

### 多賀台団地線
本系統では、一部便において循環運行がある。
※：2008年4月1日付けで旭ヶ丘営業所より移管した。
※：2012年4月以降は前述の通り、規模縮小などから大杉平管轄路線の事実上の移管という形で、一部時間帯に多賀台団地方面から吹上・市民病院を経由する[S30]の旭ヶ丘営業所着便が設定され、2013年4月から「八太郎まわり」には旭ヶ丘営業所発便が一部時間帯に設定された。
★：旭ヶ丘営業所発着便については八戸市営バス旭ヶ丘営業所を参照のこと。
★：八太郎まわりの中心街 - 八太郎間の共通定期券（南部バスとの共同で発行）適用区間は2019年3月をもって終了。

#### 八太郎まわり
- [H58] 多賀台団地
- [F1] 大杉平営業所
  - 大杉平バスセンター - 新荒町 - 八戸中心街ターミナル（三日町(1番のりば)/中央通り(3番のりば)） - 本八戸駅 - 沼館一丁目 - 八太郎 - 三菱製紙前 < - 車検登録事務所前> - 浜市川 - 多賀台団地

#### 西売市まわり
- [K68] 多賀台団地
- [C5] 中心街（三日町・八日町）
- [P8] ラピア（バスセンター）
  - 八戸中心街ターミナル（六日町(5番のりば)/三日町/八日町(2番のりば)） - 新荒町 - 西売市 - 内舟渡 - 長苗代二丁目 - 河原木団地 - 小田 - 高舘 - 桔梗野 - 陸奥市川駅前 < - 車検登録事務所前/市川中学校前 - > 多賀台団地
  - ラピアバスセンター - ラピア - 緑町/下組町 - 八戸中心街ターミナル（六日町(5番のりば)/八日町(2番のりば)） - 新荒町 - 西売市 - 内舟渡 - 長苗代二丁目 - 河原木団地 - 小田 - 高舘 - 桔梗野 - 陸奥市川駅前 - 多賀台団地

※2011年4月1日のダイヤ改正にて、陸奥市川駅前を駅前構内から構外道路側にバス停ポールを移設した上で全便経由化。1本のみ運行の[A34]工業大学行きを系統廃止。
※2008年に所管移管後も2011年4月1日ダイヤ改正前まで、平日朝の1本のみ館花下・旭ヶ丘営業所経由の[A34]工業大学行きが運行されていた。
※旭ヶ丘営業所所管当時の2006年4月1日ダイヤ改正で、河原木団地線西売市経由便が廃止されたことに伴い、運行経路が下長・小田経由から長苗代二丁目（新設）～石堂～河原木団地～小田経由に変更された。

### 大杉平 - ラピア線
- [P8] ラピア（バスセンター）
  - 大杉平バスセンター → 新荒町 → 八戸中心街ターミナル（八日町(2番のりば)） → 下組町 → 栄町 → ラピア → ラピアバスセンター

※2012年4月1日ダイヤ改正前までは、ラピアバスセンター発・緑町・八戸中心街ターミナル（朔日町(4番のりば)）経由[F1]大杉平バスセンター行きも運行されていたが、現在はラピア方面のみの片方向運行。

### 大杉平・本八戸駅線
- [F1] 大杉平バスセンター
  - 大杉平バスセンター ← 平中通 ← 新荒町 ← 十六日町 ← 八戸中心街ターミナル（中央通り(3番のりば)） ← 市庁前 ← 本八戸駅

※:本八戸駅から大杉平バスセンターへの一方方向路線。

### 工業大学線
下記以外の路線については八戸市営バス旭ヶ丘営業所を参照のこと。
- [S34] 工業大学
  - 八戸中心街ターミナル（中央通り(3番のりば)）→ 吹上 → 市民病院 → 旭ヶ丘団地 → 出口平 → 工業大学正門前 → 工業大学前（大学構内）
- [F1] 大杉平バスセンター
  - 工業大学前（大学構内）→ 工業大学正門前 → 出口平 → 旭ヶ丘団地 → 市民病院 → 吹上 → 寺横町 → 十六日町 → 新荒町 → 大杉平バスセンター

### 日計線
大杉平・中心街発着系統のみ記載、旭ヶ丘営業所発着系統は八戸市営バス旭ヶ丘営業所を参照のこと。
※：2010年4月から2019年3月までは南部バスの路線として運行。
※：2006年3月までは河原木団地線として運行され、西売市方面との循環便も存在した。循環便については後述を参照。
- [H55] 河原木団地（南口）
- [F1] 大杉平バスセンター
- [C5] 中心街（八日町）
  - 大杉平バスセンター - 新荒町 - 八戸中心街ターミナル（三日町(1番のりば)/中央通り(3番のりば)/八日町） - 本八戸駅 - 沼館一丁目 - 八太郎 - 小田前 - 河原木団地（南口）

### ワンコインバス・いさば号（季節運行）
路線の詳細は上記の当該項目を参照のこと。

## 廃止・休止路線

### 1990年11月1日付け

#### 江陽線
- [51] 舟見町
- [1] 大杉平営業所（現：大杉平バスセンター）
  - 大杉平営業所 - 新荒町 - 中心街（三日町/中央通り）- 本八戸駅 - 工業高校前 - 江陽一丁目（現：ラピア）- 江陽二丁目（現：ラピアバスセンター/旧：日東通）- 舟見町

※八戸ラピアの開業に伴う本改正で、旭ヶ丘営業所管轄の是川団地線の一部便がラピアバスセンター・舟見町へ延長され、同系統に統合される形になった。

### 1997年3月1日付け

#### 柳橋線
- [4] 上二ッ家（急行）
  - 鮫小学校通 → 労災病院通 → 上柳町 → 柏崎小学校前（現：柏崎二丁目）→ 千葉高校通 → 市民病院通（現：鍛冶町）→ 大杉平営業所（現：大杉平バスセンター）- 長者中学校前 - 上二ツ家

※労災病院通～大杉平営業所間は急行運転で、上記停留所のみで乗降扱い。
※1994年ダイヤ改正までは、南高校前（現：高等支援学校前）発・大杉平営業所行きの急行便も運行されていた。

### 2000年4月1日付け

#### 日東・舟見町線
旭ヶ丘営業所と共管で、大杉平は下記の中心街発着便のみ運行。
※共管先の旭ヶ丘営業所では主に、高森・第二桜ヶ丘・旭ヶ丘営業所発着便を担当した。

大町二丁目経由（循環）
- [51]舟見町 <※> → [5]三日町（現：八戸中心街ターミナル（八日町(2番のりば)））
- [51]舟見町 <※> → [20]鮫
  - 鮫小学校通 - 労災病院通 - 上柳町 - 大町二丁目 - 舟見町 - 下水道部前（旧：日東前）- ピアドゥ前（旧：高周波前）- 沼館一丁目 - 本八戸駅 - 八戸中心街ターミナル（八日町(2番のりば)・終点/三日町(1番のりば)・始発）

郵便局前経由
- [51]舟見町 ＜※＞
- [5]朔日町（現：八戸中心街ターミナル（朔日町(4番のりば)））
  - 三日町/朔日町（現：八戸中心街ターミナル（八日町(2番のりば)/朔日町(4番のりば)））- 二十八日町/下大工町 - 郵便局前 - ピアドゥ前（旧：高周波前）- 下水道部前（旧：日東前）- 舟見町

※かつては[51] 日東（舟見町）を表示していたが、1998年に日東化学工業が三菱レイヨンに吸収合併されたのに伴い、1999年ダイヤ改正で「日東前」を「下水道部前」に名称変更し、[51]舟見町を表示するようになる。

### 2004年4月1日付け

#### 新幹線シャトルバス
- 八戸中心街ターミナル（八日町(2番のりば)）- 八戸中心街ターミナル（六日町(5番のりば)）- 十六日町 - 桜木町 - 根城（博物館前）- 合同庁舎前 - 八戸駅前

※上記停留所のみ停車。
※南部バスと共同運行。南部バス運行便の経路は、八戸中心街ターミナル（八日町(2番のりば)）- 八戸中心街ターミナル（六日町(5番のりば)）- 十六日町 - 平中通 - 根城六丁目 - 総合福祉会館前 - 合同庁舎前 - 八戸駅前。

### 2005年4月1日付け

#### 是川団地線（上二ツ家・笹子経由）
※下記以外の是川団地線の各系統は、旭ヶ丘営業所の管轄。
- [40] 是川団地 → [5] 三日町（現：八戸中心街ターミナル（八日町(2番のりば)）
  - 大杉平営業所（現：大杉平バスセンター） → 上二ツ家 → 笹子 → 縄文学習館前 → 支所前 → 岩ノ沢 → 是川団地 →（※風張）→ 縄文学習館前 → 笹子 → 上二ツ家 → 大杉平営業所 → 新荒町 → 八戸中心街ターミナル（八日町(2番のりば)

- [40] 是川団地 → [1] 大杉平営業所
  - 八戸中心街ターミナル（六日町(5番のりば) → 新荒町 → 大杉平営業所 → 上二ツ家 → 笹子 → 縄文学習館前 →（※風張）→ 是川団地 → 岩ノ沢 → 支所前 → 縄文学習館前 → 笹子 → 上二ツ家 → 大杉平営業所

※「風張」は経由地として掲出されるが、同名の停留所は置かれていない。

#### 卸センター線
- [61] 中央市場
- [5] 三日町（現：八戸中心街ターミナル（八日町(2番のりば)））
  - 八戸中心街ターミナル（六日町(5番のりば)/八日町(2番のりば) - 新荒町 - 西売市 - 内舟渡 - 卸センター通 - 卸センター - 卸センター公園前 - 中央市場

※八戸駅線西売市・内舟渡経由の南部バスへの移管に伴い、こちらは西売市経由便（元木～前田間）のみ廃止。

#### 鮫線・根城線（陸奥湊駅前経由）
- [10] 鮫
  - 根城浄水場通/大杉平営業所 - 平中通 - 新荒町 - 八戸中心街ターミナル（八日町(2番のりば)）- 下組町 - 小中野 - 柳町 - 陸奥湊駅前 - 白銀 - 鮫小学校通
- [1] 大杉平営業所（現：大杉平バスセンター）
- [71] 根城浄水場通（現：報恩会館根城前）
  - 鮫小学校通 - 白銀 - 陸奥湊駅前 - 柳町 - 南横町 - 緑町 - 八戸中心街ターミナル（朔日町(4番のりば)・大杉平営業所行き/六日町(5番のりば)・根城浄水場通行き）- 平中通 - 大杉平営業所/根城浄水場通

### 2006年4月1日付け

#### 河原木団地線（西売市経由及び循環）
※八太郎経由及び河原木団地～小田前～八太郎～中心街間は先述の日計線を。
- [65]河原木団地（循環）
- [1] 大杉平営業所（現：大杉平バスセンター）
- [5] 三日町（現：八戸中心街ターミナル八日町(2番のりば)）※八太郎・小田前方面より循環
  - 六日町（現：八戸中心街ターミナル（六日町(5番のりば)））- 新荒町 - 西売市 - 下長 - 河原木団地（循環）（- 小田前 - 八太郎 - 本八戸駅 - 八戸中心街ターミナル（中央通り(3番のりば)）- 十六日町 - 新荒町 - 大杉平営業所）※小田前～中心街・大杉平区間は現在の日計線の運行ルート

※一部の便は、循環運行せず河原木団地発着。
※かつて、大杉平営業所-中心街間は図書館前～鍛冶町～三日町（現：八戸中心街ターミナル（三日町(1番のりば)）/（中央通り(3番のりば)））経由で運行されていたが、2000年4月1日ダイヤ改正で新荒町経由に変更。
※2006年4月1日ダイヤ改正で、西売市経由と循環運行が廃止され、郊外側起終点は河原木団地南口となる。同時に、西売市経由多賀台団地行きが、河原木団地を経由するようになる。

#### 日計線<旧>
※2006年以降の日計線は旭ヶ丘営業所発着の路線もしくは、先述の河原木団地南口発着の日計線を参照のこと。

##### 移管路線（シルバー病院起終点）
- [56] シルバー病院（現：シルバークリニック）
- [1] 大杉平営業所（現：大杉平バスセンター）
- [4] 上二ツ家
- [5] 三日町（現：八戸中心街ターミナル（八日町））
  - （上二ツ家 - ）大杉平営業所 - 新荒町 - 三日町（現：中心街ターミナル三日町(1番のりば)/中央通り(3番のりば)/八日町(降車専用)） - 本八戸駅 - 八太郎（ - フェリー埠頭）- 精錬所前 - シルバー病院前

##### 廃止路線
- [56] 日計住宅（八太郎・製錬所前まわり・循環）
- [66] 日計住宅（西売市・小田まわり・循環）
- [1] 大杉平営業所
- [4] 上二ツ家
- [5] 三日町
  - （上二ツ家 - ）大杉平営業所 - 新荒町 - 三日町（現：中心街ターミナル（三日町(1番のりば)）/（中央通り(3番のりば)）/（八日町(降車専用)）） - 本八戸駅 - 八太郎 - 精錬所前 - 第二停留所（循環） - 小田 - 下長 - 西売市 - 新荒町 - 三日町（現：八戸中心街ターミナル八日町）

※本改正で循環系統及び西売市経由は廃止。フェリー埠頭経由（蓮沼陸橋前～フェリー埠頭間）は南部バスに移管して廃止。
※八太郎・製錬所前経由シルバー病院行きは、本改正で八太郎・小田経由に経路変更、さらに、2008年4月1日ダイヤ改正で旭ヶ丘営業所に移管。
※小田の停留所は多賀台団地線と共に従来の位置ではなく、後述の下長線のみ取り扱っていたスズキアリーナ八戸前に変更されている。

#### 下長線（河原木団地線）
- [64] 陸奥市川駅
- [1] 大杉平営業所（現：大杉平バスセンター）
  - 大杉平営業所 - 新荒町 - 八戸中心街ターミナル（三日町(1番のりば)/中央通り(3番のりば)）- 本八戸駅 - 八太郎 - 小田 - 高舘 - 桔梗野 -陸奥市川駅前

## 設備
- 待合室（冬期間はストーブ設置）
- 回数券販売所（土曜12:00 - 13:00の間は昼休みのため休止、日曜・休日・年末年始は休業）
- 自動販売機（待合室内）
- 「はちのへ市営バス運行情報」 大型液晶ディスプレイ式表示器（待合室内）
- 営業所庁舎
  - 営業所事務室
  - 定期券窓口
  - トイレ

## 施設周辺
- バスセンターに隣接して、南部バスの「八高前」バス停がある。